# Gonomyia (Idiocerodes) subcognatella
Gonomyia (Idiocerodes) subcognatella is een tweevleugelige uit de familie steltmuggen (Limoniidae). De soort komt voor in het Palearctisch gebied.